# Audio Bullys
Audio Bullys es un grupo de música electrónica del Reino Unido, inicialmente compuesto por Simon Franks y Tom Dinsdale. 
El dúo publicó su álbum debut Ego War en 2003 con críticas positivas que ayudaron a establecerlos como uno de los mejores lanzamientos de la música dance. El álbum fusionaba elementos de hip-hop, punk, garage y house con ritmos y samples inteligentes. En ese mismo año produjeron la pista «Who» de Sugababes incluido en el sencillo de «Too Lost in You».
Su segundo álbum de estudio Generation editado en 2005, incluye el éxito «Shot You Down», la cual samplea la canción «Bang Bang (My Baby Shot Me Down)» con las voces de Nancy Sinatra.
Cinco años más tarde lanzan su tercer y más reciente álbum de estudio titulado Higher Than the Eiffel, en la que incluye la colaboración de Suggs y Mike Barson de la banda británica de ska Madness.
En febrero de 2012 se anunció la partida de Tom Dinsdale del grupo. Franks continúa presentándose en los conciertos bajo el nombre de Audio Bullys.
En febrero de 2015 lanzó su colaboración con el DJ y productor holandés Sander Kleinenberg titulada «Wicked Things» para el sello Spinnin' Deep.

## Discografía

### Álbumes de estudio
- Ego War (2003) #19 R.U.
- Generation (2005) #33 R.U.
- Higher Than the Eiffel (2010) #87 R.U.[5]

### Sencillos
| Año  | Título                              | Mejores posiciones en listas | Mejores posiciones en listas | Mejores posiciones en listas | Mejores posiciones en listas | Mejores posiciones en listas | Álbum                  |
| Año  | Título                              | R.U.                         | AUS                          | IRL                          | ITA                          | HOL                          | Álbum                  |
| ---- | ----------------------------------- | ---------------------------- | ---------------------------- | ---------------------------- | ---------------------------- | ---------------------------- | ---------------------- |
| 2003 | "We Don't Care"                     | 15                           | —                            | —                            | —                            | 97                           | Ego War                |
| 2003 | "The Things"/"Turned Away"          | 22                           | —                            | —                            | —                            | —                            | Ego War                |
| 2003 | "Way Too Long"                      | —                            | —                            | —                            | —                            | 86                           | Ego War                |
| 2005 | "Shot You Down" (con Nancy Sinatra) | 3                            | 17                           | 22                           | 47                           | 17                           | Generation             |
| 2005 | "I'm in Love"                       | 27                           | —                            | 43                           | —                            | 72                           | Generation             |
| 2010 | "Only Man"                          | 44                           | —                            | —                            | —                            | —                            | Higher Than the Eiffel |
| 2011 | "Shotgun"                           | —                            | —                            | —                            | —                            | —                            | Higher Than the Eiffel |

### Otros lanzamientos
- 2002: "Audiobullys EP"
- 2003: "The Janitor Sessionz 1"
- 2004: "The Janitor Sessionz 2"
- 2004: "Do It For Love"
- 2004: "Snake EP"
- 2005: "Get Get Down" (con Steve Angello)
- 2006: "Drop It"
- 2008: "Gimme That Punk"
- 2008: "Flickery Vision"
- 2008: "Dope Friend"
- 2015: "Wicked Things" (con Sander Kleinenberg) [Spinnin' Deep]
- 2015: "Under Pressure" (con Alex Kidd) [DOORN Records]

### Colaboraciones
| Año  | Canción                   | Artista         | Álbum                     |
| ---- | ------------------------- | --------------- | ------------------------- |
| 2004 | «Break Down the Doors»    | Erick Morillo   | My World                  |
| 2004 | «Sunshine»                | Erick Morillo   | My World                  |
| 2004 | «Lessons»                 | Erick Morillo   | My World                  |
| 2006 | «Let the Beats Roll»      | Tim Deluxe      | Ego Death                 |
| 2008 | «Kids of the Underground» | Scarlett & Viva | Banda sonora de AdULTHOOD |

### Remixes
- 2002: Cassius feat. Steve Edwards – The Sound of Violence
- 2003: Groove Armada – But I Feel Good
- 2005: The Prodigy – Out of Space
- 2006: Fatboy Slim – Star 69
- 2007: Armand van Helden feat. Fat Joe & BL – Touch Your Toes